# 大味久五郎
大味 久五郎（おおみ / おおあじ きゅうごろう、1874年〈明治7年〉2月24日 - 1943年〈昭和18年〉）は、日本の内務・警察官僚。官選沖縄県知事、小樽区長。

## 経歴
石川県石川郡金沢（現:金沢市）小将町で、旧加賀藩士・大味如金の長男として生まれる。1894年7月、第四高等中学校を卒業。1897年7月、東京帝国大学法科大学を卒業。拓殖務省に入省し拓殖務属となり南部局勤務となる。同年9月、拓殖務省が廃止され、内閣属・台湾事務局勤務に転じた。1898年12月、文官高等試験行政科試験に合格した。
1899年1月、内務省に転じ内務属・大臣官房文書課兼警保局勤務となった。以後、香川県参事官、奈良県参事官、奈良県警部長、山梨県警部長、福島県警部長、福島県事務官・第四部長、山口県事務官・第四部長、同警察部長、青森県事務官・警察部長、徳島県事務官・警察部長、山形県事務官・内務部長などを歴任。
1914年6月9日、第2次大隈内閣により沖縄県知事に任命された。県内の政党は政友会で占められていたが、それに圧力を加え立憲同志会の勢力に塗り替えることを達成した。一方、県会決議を無視するなど県民に対して高圧的な態度で臨み、排斥運動を招いた。「沖縄県産業十年計画」を立案するも、1916年4月28日に知事を休職すると計画は自然消滅となった。1917年4月16日、依願免本官となり退官した。
1919年10月4日、小樽区長に就任した。